# ㅲ
ㅲは、ハングルを構成する子音字母のひとつ。現在は使用されない古いハングル字母であり、ㅂとㄱを組み合わせて作られている。ㅂ系合用並書の字母の一つとして、近代朝鮮語で初声に用いられた。ㄱの濃音（現在のㄲに相当）を表していたとされる。